# Let 77 Amerikan erlajnsa
Amerikan erlajns let 77 bio je planirani domaći transkontinentalni putnički let kompanije Amerikan erlajns od međunarodnog aerodroma Vašington Dales u Dalesu u državi Virdžinija do međunarodnog aerodroma Los Anđeles u Los Anđelesu u Kaliforniji. Avion Boing 757-223 koji je opsluživao let otela su petorica Saudijaca povezanih sa Al Kaidom ujutro 11. septembra 2001. godine. Namerno su srušili avion, zabivši ga u Pentagon u okrugu Arlington u državi Virdžinija, u blizini Vašingtona, usmrtivši svih 64 putnika na letu (uključujući posadu i njih same) i 125 osoba u zgradi.
Za manje od 35 minuta, koliko je trajao let, otmičari su upali u kokpit i prisilili putnike, posadu i pilote da pređu u zadnji deo letelice. Hani Hanjor, jedna od otmičara koji je bio obučen za pilota, preuzeo je kontrolu nad letom. Nekoliko putnika uspelo je krišom da telefonima kontaktira svoje prijatelje i članove porodica, prenosivši im informacije o otmici.
Otmičari su avion srušili u zapadnu stranu Pentagona u 09:37 po istočnom vremenu. Mnogi ljudi su bili u blizini i gledali kako avion pada, a mediji su prve izveštaje o terorističkom aktu počeli da šalju posle nekoliko minuta. Zabijeni avion je teško oštetio područje Pentagona i izazvao veliki požar. Deo zgrade se srušio, a vatrogasci su danima radili na potpunom gašenju požara. Oštećeni delovi Pentagona izgređeni su 2002. godine, a radnici su se u avgustu vratili u obnovljeni deo zgrade. U blizini Pentagona, podignuto je spomen obeležje posvećeno svim 184 žrtvama napada. U parku površine 7.800 m² postavljene su klupe za svaku žrtvu, raspoređenu prema godini rođenja, u rasponu od 1930. do 1998. godine.

## Otmičari
Otmičare na letu 77 kompanije Amerikan erlajns predvodio je Hani Hanjor, koji se avionom zakucao u Pentagon. Hanjour je prvi put došao u Sjedinjene Američke Države 1990. godine.
Hani je prošao obuku u avijatičarskom centru „CRM Airline Training Center” u Skotsdejlu u američkoj saveznoj državi Arizona, stekavši FAA komercijalni sertifikat za pilote u aprilu 1999. godine. Želeo je da bude komercijalni pilot u Saudijskoj Arabiji, ali je odbijen kada se 1999. godine prijavio u školu za civilno vazduhoplovstvo u Džedi. Hanijev brat je kasnije objasnio da je, frustriran zbog nenalaženja posla, Hani „sve više usmeravao pažnju na verske tekstove i snimke militantnih islamskih propovednika.“ Hani se vratio u Saudijsku Arabiju nakon što je dobio sertifikat za pilota, ali je ponovo otišao krajem 1999. godine, rekavši svojoj porodici kako ide u Ujedinjene Arapske Emirate u potrazi za avio-kompanijom u kojoj će se zaposliti. Međutim, Hani je verovatno otišao u Avganistan, gde su ga regruti pripadnici Al Kaide zbog njegovih pilotskih sposobnosti. U tom periodu Al Kaida je već regrutovala islamiste ih Hamburga i Hani je postavljen za predvodnika terorističkog napada.

Već odabravši članove ćelije u Hamburgu, čelnici Al Kaide odabrali su Hanjour da predvodi četvrti tim otmičara.

„Moramo da kažemo Birou o ovome. Ovi momci su očigledno loši. Jedan od njih, barem, ima vizu za višestruki ulazak u SAD. Moramo da kažemo FBI-u." A onda mi je [službenik CIA] rekao, 'Ne, to nije slučaj FBI-a, niti nadležnost FBI-a”

—Mark Rosini, "The Spy Factory"
„Alek stejšn” (енгл. Alec Station), CIA-ina jedinica posvećena praćenju Osame bin Ladena, otkrila je da su dvojica ostalih otmičara, Al Hazmi i Al Mihdhar, imali višeulazne vize za Sjedinjene Američke Države mnogo pre 11. septembra. Dva agenta FBI-a unutar jedinice pokušala su da upozore sedište FBI-a, ali su ih službenici CIA odbili.
U decembru 2000. godine, Hani je stigao u San Diego, pridruživši se otmičarima Navaf Al Hazmi i Khalid Al Mihdhar, koji su bili tamo od januara te godine.  Ubrzo po dolasku, Hani i Hazmi su krenuli ka Masi u Arizoni, gde je Hani započeo obuku u Arizona Aviation.
U aprilu 2001. preselili su se u Fols Čerč u Virdžiniji, gde su čekali dolazak preostalih otmičara. Jedan od tih ljudi, Majed Moked, stigao je 2. maja 2001. godine sa otmičarem leta 175 Ahmedom al-Ghamdijem iz Dubaija na međunarodni aerodrom Dalas. Svi skupa su iznajmili stan i živeli su zajedno.
Dana 21. maja 2001. godine, Hani je iznajmio sobu u Patersonu u državi Nju Džerzi, gde je boravio sa ostalim otmičarima do kraja avgusta. Poslednji otmičar leta 77, Salem al-Hazmi, stigao je 29. juna 2001. godine sa Abdulazizom al-Omarijem (otmičarem leta 11) na Međunarodni aerodrom Džona F. Kenedija iz Ujedinjenih Arapskih Emirata. Ostali su sa Hanžourom.
Hani je dobio uputstva i vežbao letenje u sistemima za obuku vazdušne flote u Teterboru i na letačkoj akademiji Caldvell u Ferfildu u Nju Džersiju. Hani se iselio iz sobe u Patersonu i stigao u motel Valensija u gradu Loren, u Merilendu, dana 2. septembra 2001. godine. Dok su bili u Merilendu, Hani i ostali otmičari su trenirali u fitnes centru Gold's Gim u Grinbeltu. Dana 10. septembra obavio je sertifikacioni let, koristeći sistem prepoznavanja terena za navigaciju, na Kongresnim vazduhoplovnim čarterima u Gejtersburgu u Merilendu.
Dana 10. septembra Navaf al-Hazmi, u pratnji drugih otmičara, prijavio se u hotel Meriot u Herndonu u Virdžiniji, u blizini aerodroma Dalas.

## Osumnjičeni saučesnici
Prema dokumentu američkog Stejt departmenta koji je procurio na sajtu Vikiliksa u februaru 2010. godine, FBI je istražio još jednog osumnjičenog, Muhameda al-Mansorija. On je bio povezan sa trojicom državljana Katara koji su uoči napada odleteli iz Los Anđelesa u London (preko Vašingtona) i Katara, nakon navodnog istraživanja Svetskog trgovinskog centra i Bele kuće. Američki službenici rekli su da su podaci o četvorici muškaraca "samo jedan od mnogih tragova koji su u to vrijeme bili temeljito istraženi i nikada nisu doveli do optužbi za terorizam." Zvaničnik je dodao da trojica državljana Katara nikada nisu bila od strane FBI agenta. Eleanor Hil, bivša direktorica osoblja zajedničke istrage Kongresa o napadima 11. septembra, rekla je da kabel pojačava pitanja o temeljitosti FBI-jeve istrage. Takođe je rekla da je istraga zaključila da su otmičari imali mrežu podrške koja im je pomagala na različite načine.
Trojica Kataraca rezervisana su za let iz Los Anđelesa za Vašington 10. septembra 2001, istim avionom koji je otet i pilotiran u Pentagon sledećeg dana. Umesto toga, leteli su iz Los Anđelesa u Katar, preko Vašingtona i Londona. Iako je dokumenti tvrdili da je Mansoori trenutno pod istragom, američki službenici izjavili su da nije bilo aktivne istrage ni protiv njega ni protiv katarskih građana pomenutih u navodima.

## Let
Avion koji je učestvovao u otmici bio je Boeing 757-223 (registracija N644AA). Letelica je proizvedena i imala je prvi let 1991. godine, a isporučena je kompaniji Amerikan erlajns u maju 1991. godine. U posadi su bili pilot Čarls Burlingejm (51) (diplomac Pomorske akademije i bivši pilot borbenog aviona), prvi oficir Dejvid Čarlbois (39) i stjuardese Mišel Hejdenberger, Dženifer Levis, Kenet Levis i Ren Mei. Kapacitet letelice bio je 188 putnika, ali sa 58 putnika 11. septembra, faktor opterećenja bio je 33 odsto. Amerikan erlajns je kasnije izjavio da su utorci bili najmanje opterećeni dan u nedelji, sa istim faktorom opterećenja zabeleženim u prethodna tri meseca za let 77.

### Ukrcavanje i polazak
Ujutro 11. septembra 2001. godine, petoro otmičara stiglo je na vašingtonski međunarodni aerodrom Dalas. U 07:15 sati po srednjeevropskom vremenu, Halid Al-Mihdar i Majed Moked prijavili su se na šalter kompanije Amerikan erlajns za let 77, stigavši na putnički bezbednosni punkt nekoliko minuta kasnije, u 07:18. Obojica su aktivirali detektor metala i prošli su kroz sekundarni pregled. Moked je nastavio da aktivira alarm, pa je pretražen ručnim štapićem za detekciju metala. Braća Hazmi su se zajedno prijavila kod šaltera u 07:29. Hani Hanjour se odvojeno prijavila i stigla na putnički bezbednosni punkt u 07:35. Hanjourovim su se nekoliko minuta kasnije, na kontrolnom punktu, pridružili Salem i Navaf Al Hazmi, koji su takođe aktivirali alarm za detekciju metala. Pregledač na kontrolnoj tački nikada nije otkrio šta je aktiviralo alarm. Kao što se vidi na bezbednosnim snimcima koji su kasnije objavljeni, činilo se da Navaf Hazmi ima neidentifikovani predmet u zadnjem džepu. U to vreme Savezna uprava za vazduhoplovstvo (FAA) dozvoljavala je korisne noževe do četiri centimetra kao ručni predmet.  Kontrolnim punktom za putnike na međunarodnom aerodromu Dalas upravljao je „Argenbright Securiti”, prema ugovoru sa kompanijom Junajted erlajns.
Svi otmičari su izabrani za dodatni pregled prijavljenih torbi. Hanjour, Al-Mihdhar i Moked izabrani su prema kriterijumima sistema „Computer Assisted Passenger Prescreening Sistem” (CAPPS), dok su braća Navaf i Salem Al Hazmi izabrani jer nisu pružili adekvatnu identifikaciju i avionska kompanija ih je smatrala sumnjivim putnicima. Hanjour, Mihdhar i Navaf Al Hazmi nisu čekirali nijednu torbu za let. Čekirane torbe koje su pripadale Mokedu i Salem Al-Hazmiju zadržavane su sve dok se nisu ukrcali u avion.
Let 77 trebalo je da poleti za Los Anđeles u 08:10. Kroz gejt D26 ukrcalo se 58 putnika, uključujući petoricu otmičara. Ostala 53 putnika na letu, bez otmičara, bili su 26 muškaraca, 22 žene i petoro dece starosti od tri do jedanaest godina. Tokom leta, Hani Hanjour je sedeo napred, na sedištu 1B, dok su Salem i Navaf Al-Hazmi takođe sedeli u prvoj klasi, na sedištima 5E i 5F. Majed Moked i Khalid Al Mihdhar sedeli su dalje, na sedištima 12A i 12B, u ekonomskoj klasi. Let 77 je na vreme napustio kapiju i poleteo sa piste 30 kod Dalesa u 08:20.

## Otmica
Komisija za utvrđivanje događaja iz 11. septembra procenila je da je let otet između 08:51 i 08:54, ubrzo nakon što je let 11 kompanije Amerikan erlajns pogodio Severni toranj Svetskog trgovinskog centra i nedugo nakon što je otet let 175 kompanije Junajted erlajns. Poslednja normalna radio veza od letelice do kontrole letenja dogodila se u 08:50:51. Za razliku od ostala tri leta, nije bilo izveštaja da je neko izboden nožem ili da je pretila bomba, a piloti verovatno nisu odmah ubijeni, već su bili odvedeni u zadnji deo aviona sa ostalim putnicima. U 08.54 avion je počeo da odstupa od uobičajene zadate putanje leta i skrenuo je na jug. Dva minuta kasnije, u 08:56, transponder aviona je isključen. Otmičari su postavili autopilot leta na kurs prema istoku prema Vašingtonu.
FAA je u ovom trenutku bila svesna situacije u avionu. U to vreme, let 11 već se srušio na severni toranj Svetskog trgovinskog centra i znalo se da je let 175 otet i da je za nekoliko minuta udario u Južni toranj. Nakon saznanja za ovu drugu otmicu u kojoj je učestvovao avion kompanije Amerikan erlajns i otmicu u kojoj su učestvovali Junajted erlajns, izvršni potpredsednik Amerikan erlajnsa Gerard Arpei naredio je prizemljenje svih aviona u vazdušnom prostoru Sjedinjenih Američkih Država. Centar za kontrolu letenja u Indianapolisu, kao i dispečeri Amerikan erlajns, nekoliko puta su pokušali da stupe u kontakt sa letelicom. U vreme kada je avion otet, leteo je nad područjem ograničenog radara.. Pošto vazduhoplovni kontrolori nisu mogli da kontaktiraju letelicu putem radija, zvaničnik iz Indianapolisa izjavio je da se verovatno srušio u 09:09.
Dve osobe u avionu telefonirale su kontaktima na zemlji. U 09:12, stjuardesa Rene Mei pozvala je majku Nansi Mei u Las Vegasu. Tokom poziva, koji je trajao skoro dva minuta, Mej je rekla da je njen let „otelo šest osoba“, a osoblje i putnici premešteni su u zadnji deo aviona. Mejova je zatražila od majke da kontaktira kompaniju Amerikan erlajns, što su ona i njen suprug odmah učinili; međutim, kompanija je već bila svesna otmice. Između 09:16 i 09:26, putnica Barbara Olson nazvala je svog supruga, američkog generalnog advokata Teodora Olsona, i prijavila da je avion otet, navodeći da su napadači imali rezače kutija i noževe. Izvestila je da su svi, uključujući pilote, premešteni u zadnji deo kabine i da otmičari nisu bili upoznati sa njenim pozivom. Minut nakon razgovora, poziv je prekinut. Teodore Olson kontaktirao je komandni centar pri Ministarstvu pravde i neuspešno pokušao da stupi u kontakt sa državnim tužiocem Džonom Ašroftom. Otprilike pet minuta kasnije, Barbara Olson je ponovo nazvala, rekla svom suprugu da je „pilot“ (verovatno Hanjour na interfonu kabine) objavio da je let otet i pitala: „Šta da kažem pilotu da uradi?“ Ted Olson ju je pitao za lokaciju i ona je prijavila da je avion leteo nisko iznad stambenog naselja. Rekao joj je o napadima na Svetski trgovinski centar. Ubrzo nakon toga, poziv je ponovo prekinut.

"Brzina, okretnost, način na koji se okrenuo, svi smo u radarskoj sobi mislili, svi mi iskusni kontrolori letenja, da je to vojni avion. Ne letite 757 na taj način. To je nebezbedno."

—Danielle O'Brien, kontrolor letenja na međunarodnom aerodromu Dulles
Dalasovi kontrolori su ponovo uočili avion na radarskim ekranima dok se približavao Vašingtonu, brzo se okrećući i spuštajući. Kontrolori su u početku mislili da je reč o vojnom lovcu, zbog velike brzine i manevrisanja. Kontrolori aerodroma Reagan zatražili su od aviona Nacionalne garde Lockheed C-130 Hercules da identifikuje i prati avion. Pilot, potpukovnik Stiven O'Brien, rekao im je da je to bio Boing 757 ili 767, a da njegov srebrni trup znači da je verovatno reč o avionu kompanije Amerikan erlajns. Imao je poteškoća s prepoznavanjem aviona zbog  „magle nad Istočnom obalom“, ali je tada ugledao „ogromnu“ vatrenu loptu i pretpostavio da je udario o tlo. Približavajući se Pentagonu, video je mesto udara na zapadnoj strani zgrade i izvestio Reaganovu kontrolu: „Izgleda da se avion srušio u Pentagon, gospodine.“

## Pad
Prema izveštaju Komisije za  11. septembar, dok je let 77 bio 8 milja zapadno-jugozapadno od Pentagona, napravio je spiralni zavoj od 330 stepeni u smeru kazaljke na satu. Na kraju skretanja spuštao se kroz 670 m, uperen prema Pentagonu i centru Vašingtona. Hani Hanjour je povećao gas do maksimalne snage i zaronio prema Pentagonu. Dok su bili iznad zemlje i nekoliko sekundi od udara, krila su zakačila pet uličnih stubova, a desno krilo udarilo je u prenosni generator, stvarajući dimni trag nekoliko sekundi pre nego što se avion zabio u Pentagon. Let 77, koji je leteo brzinom od 853 km / h, 237 m / s ili 460 čvorova, iznad zgrade mornarice u blizini Nacionalnog groblja Arlington, pogodio je zapadnu stranu Pentagona u okrugu Arlington u državi Virginia južno od Vašingtona, u 09:37:46. Avion je udario u Pentagon u nivou prvog sprata, a u trenutku udara avion se kotrljao ulevo, uz uzvišenim desnim krilom. Prednji deo trupa se pri udaru raspao, dok su se srednji i repni delovi pomerali još delić sekunde, sa ostacima repnog dela koji su prodirali najdalje u zgradu. Sve u svemu, avionu je trebalo osam desetinki sekunde da u potpunosti prodre na 310 stopa (94 m) u tri najudaljenija od ukupno pet prstenova zgrade i oslobodi vatrenu kuglu koja se uzdigla na 61 m iznad zgrade.
U vreme napada, približno osamnaest hiljada ljudi radilo je u Pentagonu, četiri hiljade manje nego pre početka obnove 1998. godine. U delu pogođenog Pentagona, koji je nedavno obnovljen po ceni od 250 miliona dolara, bio je smešten Mornarički komandni centar.
Na lokaciji Pentagona zabeleženo je 189 smrtnih slučajeva, uključujući 125 u zgradi Pentagona, i 64 u avionu. Putnica Barbara Olson bila je na putu za snimanje TV emisije Politički netačno. Na brodu je bila i grupa troje jedanaestogodišnje dece, njihovih pratitelja i dvoje članova osoblja Nacionalnog geografskog društva, koji su krenuli na edukativno putovanje zapadno do Nacionalnog morskog utočišta Kanalskih ostrva blizu Santa Barbare u Kaliforniji. U Pentagonu je poginulo 55 vojnih lica i 70 civila. Od 125 ubijenih, 92 je bilo na prvom, 31 na drugom, a dvoje u trećem prstenu. Ubijeno je sedam civilnih službenika Obaveštajne agencije za odbranu, dok je Kancelarija ministra odbrane izgubila jednog dobavljača. Američka vojska pretrpela je 75 smrtnih slučajeva - 53 civila (47 zaposlenih i šest ugovarača) i 22 vojnika - dok je američka mornarica pretrpela 42 smrtna slučaja - devet civila (šest zaposlenih i tri ugovarača) i 33 mornara. General-potpukovnik Timoti Maude, zamenik načelnika Generalštaba, bio je najviši vojni oficir ubijen u Pentagonu; a takođe je ubijen penzionisani kontraadmiral Vilson Flag, putnik u avionu. LT Mari-Rei Soper, JAGC, USNR, takođe je bio na brodu i bio je prvi advokat mornarice koji je ikad ubijen u akciji. Još 106 osoba je bilo povređenih na zemlji i lečeno u područnim bolnicama.

"Trenutno ne želim nikoga da uzbunim, ali očigledno je da se pre nekoliko trenutaka osetio da je ovde u Pentagonu došlo do neke vrste eksplozije."

—Jim Miklaszewski, NBC Dopisnik Pentagona izveštava iz Pentagona u 09:39
Na strani gde je avion udario, Pentagon se graniči sa međudržavnim putem 395 i Bulevarom Vašingtona. Motoristkinja Mari Liman, koja je bila na I-395, videla je kako avion prelazi pod „strmim uglom prema zemlji i ide brzo“, a zatim je ugledala oblak dima iz Pentagona. Omar Kampo, još jedan svedok, nalazio se na drugoj strani puta:
Kosio sam travu i to mi je pravilo buku. Osetio sam udar. Celo tlo se zatreslo i čitavo područje bilo je puno vatre. Nikada nisam mogao da zamislim da ću ovde videti nešto slično.
Afevork Hagos, računarski programer, krenuo je na posao i zaglavio se u gužvi u blizini Pentagona kada je avion preleteo. „Začula se velika vriska i izašao sam iz automobila kad je avion naleteo. Svi su bežali u različitim pravcima. Naginjao je krila gore-dole kao da pokušava da uravnoteži. Na putu je udario u neke bandere u.“ Daril Donlei je bio svedok pada i snimio neke od prvih fotografija sajta.
Reporter USA Today Majk Valter vozio se Bulevarom Vašingtona kada je bio svedok pada:
Pogledao sam kroz prozor i video kako dolazi ovaj avion, avion, avion Amerikan erlajnsa. I pomislio sam, 'Ovo se ne slaže, stvarno je nisko.' I video sam. Bilo je to poput krstareće rakete sa krilima. Otišao je tamo i zabio se pravo u Pentagon.
Terrance Ken, koji je živeo u obližnjoj stambenoj zgradi, čuo je buku mlaznih motora, bacio pogled kroz prozor i ugledao "vrlo, vrlo velik putnički mlaznjak". Posmatrao je „kako samo zabija pravo u bok Pentagona. Nos je prodro u trijem. A onda je nekako nestao, a svuda je bilo vatre i dima.“ Tim Timerman, koji je i sam pilot, primetio je oznake kompanije Amerikan erlajns na letelici kada je video da je pogodila Pentagon. Ostali vozači na Vašingtonskom bulevaru, međudržavnoj ulici 395 i Kolumbia Pajku bili su svedoci pada, kao i ljudi u Pentagon Sitiju, Kristal Sitiju i drugim obližnjim lokacijama.
Bivši trener košarkaškog univerziteta Džordžtaun Džon Tompson prvobitno je rezervisao kartu za let 77. Kako će sledećih godina puno puta pričati priču, uključujući intervju od 12. septembra 2011. godine u radio emisiji Džima Rima, trebalo je da se pojavi na toj emisija 12. septembra 2001. Tompson je planirao da bude u Las Vegasu za rođendan svog prijatelja 13. septembra i u početku je insistirao da putuje u rimski studio Los Angeles 11. novembra. Međutim, nije uspelo za emisiju, koja je želela da putuje na dan emisije. Nakon što je osoblje iz Rima lično uverio Thompsona da će moći da putuje iz Los Angelesa u Las Vegas odmah nakon emisije, Thompson je promenio svoje putničke planove. Osetio je udar sudara u svom domu u blizini Pentagona.

## Spašavanje i oporavak
„Na ovom području ... toliko je vruće da se ostaci tope i kapaju sa plafona na vašoj koži i mogli bi da vam ispekli kožu i istope uniformu. Otišli smo malo dalje, skrenuli iza ugla i ušli u ovaj bombardirani kancelarijski prostor koji je bio urlajući pakao razaranja, dima i plamena i jake vrućine kojeu ste osećali kako peče vaše lice”

—stariji poručnik bojnog broda]] David Tarantino opisujući prizor u blizini Komandnog centra mornarice na prvom spratu.
Spasilački napori započeti su odmah nakon pada. Gotovo sva uspešna spašavanja preživelih dogodila su se u roku od pola sata od udara. U početku su spasilačke napore vodili vojni i civilni zaposleni u zgradi. Za nekoliko minuta stigla su prve vatrogasne ekipe koje su zatekle ove dobrovoljce kako pretražuju blizu mesta udara. Vatrogasci su im naredili da odu jer nisu bili adekvatno opremljeni ili obučeni za rad sa opasnostima. Vatrogasna služba okruga Arlington (ACFD) preuzela je komandu neposredne akcije spasavanja u roku od deset minuta od pada. Pomoćnik šefa ACFD-a Džejms Šhvarc primenio je sistem komandovanja incidentima (ICS) za koordinaciju napora u odgovoru između više agencija. Trebalo je oko sat vremena da struktura sistema komandovanja incidentima postane potpuno operativna. Vatrogasci iz Fort Mier-a i nacionalnog aerodroma Reagan stigli su za nekoliko minuta. Spasilačke i vatrogasne napore omele su glasine o dodatnim dolazećim avionima. Šef Švarc naredio je dve evakuacije tokom dana kao odgovor na ove glasine.
Dok su vatrogasci pokušavali da ugase požar, posmatrali su zgradu u strahu od strukturnog kolapsa. Jedan vatrogasac primetio je da su „prilično znali da će se zgrada srušiti jer je počela da proizvodi čudne zvukove i škripa“. Zvaničnici su videli pomeranje venca zgrade i naredili evakuaciju. Nekoliko minuta kasnije, u 10:10, srušili su se gornji spratovi oštećenog područja Pentagona. Obrušeno područje bilo je oko 29 metara u najširem delu i 15 metara u najdubljem delu. Vreme između udara i urušavanja omogućilo je svima na četvrtom i petom nivou da se bezbedno evakuišu pre nego što se struktura sruši. Nakon kolapsa, unutrašnji požari su se pojačali, proširivši se na svih pet spratova. Nakon 11.00 vatrogasci su izvršili dvostrani napad na požare. Zvaničnici su procenili temperature do 1.090 °C (2.000°F). Dok je do kasnih popodneva postignut napredak u unutrašnjim požarima, vatrogasci su shvatili da se zapaljivi sloj drveta ispod krova škriljevca Pentagona zapalio i počeo širiti. Tipična vatrogasna taktika ojačana je konstrukcija učinila beskorisnom jer vatrogasci nisu uspeli da dođu do vatre da bi je ugasili. Vatrogasci su umesto toga 12. septembra napravili protivpožarne zaštite na krovu kako bi sprečili dalje širenje. U 18:00 sati 12. okruga Arlington izdalo je saopštenje za javnost u kojem se navodi da je vatra „kontrolisana“, ali nije u potpunosti „ugašena“. Vatrogasci su nastavili da gase manje požare koji su se zapalili narednih dana.
Razni komadi avionskog otpada pronađeni su u olupinama Pentagona. Dok je bio u plamenu i bežao iz Komandnog centra mornarice, poručnik Kevin Šaefer je na servisnom putu između prstenova B i C. posmatrao deo konusa nosa letelice i nosnog stajnog trapa. Rano ujutro u petak, 14. septembra, članovi gradskog tima za potragu i spasavanje okruga Fairfak Carlton Burkhammer i Brian Moravitz naišli su na „netaknuto sedište iz pilotske kabine“, dok su bolničari i vatrogasci locirali dve crne kutije u blizini udarca, u rupi A-E pogona, skoro 91 m duboko u zgradu. Snimač glasa u pilotskoj kabini bio je previše oštećen i ugljenisan da bi preuzeo bilo kakve informacije, iako je snimač podataka o letu dao korisne informacije. Istražitelji su takođe pronašli deo vozačke dozvole Navafa al-Hazmija u gomili ruševina na Severnom parkingu.] Pronađeni su lični predmeti koji pripadaju žrtvama i odneti su u Fort Mier.

### Ostaci
Vojni inženjeri utvrdili su prvog dana do 17.30 da niko nije ostao živ u oštećenom delu zgrade.  U danima nakon pada, pojavili su se novinski izveštaji da je umrlo do 800 ljudi. Vojnici iz Fort Belvoir bili su prvi timovi koji su pregledali unutrašnjost mesta pada i primetili prisustvo ljudskih ostataka. U potrazi za ostacima pomogli su timovi Federalne agencije za upravljanje vanrednim situacijama (FEMA), uključujući gradsku potragu i spašavanje okruga Fairfak, radeći kroz Nacionalni sistem za upravljanje incidentima (NIIMS). Kevin Rimrod, mornarički fotograf koji je vršio anketu nad Zapovjednim centrom mornarice nakon napada, primijetio je da je „bilo toliko puno tela, da bih gotovo nagazio na njih. Dakle, morao bih zaista da vodim računa da gledam unazad dok pravim rezervne kopije u mraku, gledajući baterijskom lampom, i pazeći da nikoga ne zgazim.“ Krhotine iz Pentagona odvedene su na severno parkiralište Pentagona radi detaljnije potrage za ostacima i dokazima.
Ostaci oporavljeni iz Pentagona su fotografisani i predati kancelariji medicinskog ispitivača oružanih snaga koja se nalazi u vazduhoplovnoj bazi Dover u Delaveru. Kancelarija medicinskog ispitivača uspela je da identifikuje ostatke koji pripadaju 179 žrtava. Istražitelji su na kraju identifikovali 184 od 189 ljudi koji su umrli u napadu. Ostaci petorice otmičara identifikovani su postupkom eliminacije i predati su kao dokaz Federalnom istražnom birou (FBI). Dana 21. septembra ACFD je prepustio kontrolu mesta zločina FBI-u. Terenska kancelarija u Vašingtonu, Nacionalni odred za odgovor za glavni grad (NCRS) i Zajednička radna grupa za terorizam (JTTF) vodili su istragu mesta zločina u Pentagonu.
Do 2. oktobra 2001. potraga za dokazima i ostacima bila je završena i mesto je predato službenicima Pentagona. Posmrtni ostaci 25 žrtava kolektivno su sahranjeni na nacionalnom groblju Arlington, sa petougaonim granitnim znakom ispisanim imenima svih žrtava u Pentagonu. Ceremonija je odala počast i petorici žrtava čiji posmrtni ostaci nikada nisu pronađeni.

## Nacionalnost žrtava u avionu
53 putnika (bez otmičara) i šest članova posade bili su iz:
| Nacionalnost               | Putnici | Posada | Ukupno |
| -------------------------- | ------- | ------ | ------ |
| Sjedinjene Američke Države | 47      | 6      | 53     |
| Kina                       | 2       | 0      | 2      |
| Australija                 | 1       | 0      | 1      |
| Etiopija                   | 1       | 0      | 1      |
| Južna Koreja               | 1       | 0      | 1      |
| Ujedinjeno Kraljevstvo     | 1       | 0      | 1      |
| Ukupno                     | 53      | 6      | 59     |

## Spoljašnje veze
- Picture of Aircraft Pre 9-11
- Arlington County After-Action Report, July 23, 2002
- „American Airlines site with condolences for deceased”. Архивирано из оригинала 11. 9. 2001. г. Приступљено 18. 10. 2006. (September 11, 2001)
- „American Airlines site with condolences for deceased”. Архивирано из оригинала 12. 9. 2001. г. Приступљено 18. 10. 2006. (September 12, 2001)